# 6 Great Short Novels of Science Fiction
6 Great Short Novels of Science Fiction é uma antologia de contos de ficção científica editada por Groff Conklin. Foi publicado pela primeira vez em brochura pela Dell Books em 1954. O livro deve ser diferente de sua antologia posterior com título semelhante, Six Great Short Science Fiction Novels.
O livro reúne seis novelas e noveletas de vários autores de ficção científica, juntamente com uma introdução do editor. As histórias foram publicadas anteriormente de 1940 a 1952 em várias revistas de ficção científica e outras.

## Conteúdo
- "Introdução" (Groff Conklin)
- "A Explosão" ("The Blast") (Stuart Cloete)
- "Coventry" (Robert A. Heinlein)
- "O Outro Mundo" ("The Other World") (Murray Leinster)
- "Barreira" ("Barrier") (Anthony Boucher)
- "Tensão Superficial" ("Surface Tension") (James Blish)
- "Maturidade" ("Maturity") (Theodore Sturgeon)